# Prefettura apostolica di Lingling
La prefettura apostolica di Lingling (in latino: Praefectura Apostolica Yungchovensis) è una sede della Chiesa cattolica in Cina. Nel 1950 contava 4.064 battezzati su 3.400.000 abitanti. La sede è vacante.

## Territorio
La prefettura apostolica comprende parte della provincia cinese di Hunan.
Sede prefettizia è la città di Lingling.

## Storia
La prefettura apostolica di Yongzhoufu (Yungchowfu) fu eretta il 12 maggio 1925 con il breve In omnes catholici di papa Pio XI, ricavandone il territorio dal vicariato apostolico di Changsha (oggi arcidiocesi).
Il 3 giugno 1938 ha ceduto una porzione del suo territorio a vantaggio dell'erezione della prefettura apostolica di Baojing.
Nel 1948 mutò nome in favore di prefettura apostolica di Yongzhou (Lingling o Yungchow).
Con l'avvento al governo del Partito Comunista Cinese, furono espulsi tutti i missionari, compreso il vescovo Blasius Sigibald Kurz. Nel 1958 il governo procedette alla nomina e alla consacrazione, senza mandato papale, di Luigi Li Zhen-lin, deceduto in data incerta tra il 1966 e il 1976.
Successivamente alla riformulazione delle circoscrizioni ecclesiastiche ad opera dell'Associazione patriottica cattolica cinese, l'antica prefettura apostolica, assieme a tutte le sedi cattoliche dello Hunan, sono state accorpate a formare la "diocesi di Hunan" con sede a Changsha.

## Cronotassi dei vescovi
Si omettono i periodi di sede vacante non superiori ai 2 anni o non storicamente accertati.
- Sebastian Großrubatscher, O.F.M. † (16 marzo 1923 - 29 novembre 1927 deceduto)
- Johannes Damascus Jesacher, O.F.M. † (30 maggio 1931 - 25 gennaio 1947 deceduto)
- Blasius Sigibald Kurz, O.F.M. † (21 maggio 1948 - 13 dicembre 1973 deceduto)
  - Sede vacante
  - Luigi Li Zhen-lin † (26 ottobre 1958 consacrato - circa 1966/1976 deceduto)

## Statistiche
La prefettura apostolica nel 1950 su una popolazione di 3.400.000 persone contava 4.064 battezzati, corrispondenti allo 0,1% del totale.
| anno | popolazione | popolazione | popolazione | presbiteri | presbiteri | presbiteri | presbiteri                | diaconi | religiosi | religiosi | parrocchie |
| anno | battezzati  | totale      | %           | numero     | secolari   | regolari   | battezzati per presbitero | diaconi | uomini    | donne     | parrocchie |
| ---- | ----------- | ----------- | ----------- | ---------- | ---------- | ---------- | ------------------------- | ------- | --------- | --------- | ---------- |
| 1950 | 4.064       | 3.400.000   | 0,1         | 17         | 3          | 14         | 239                       |         |           | 15        | 22         |